# ニュースなら610
ニュースなら610は、2004年3月29日から2006年3月31日までNHK奈良放送局で放送していた、平日夕方のニュース番組。放送時間は毎週月-金の夕方18:10-19:00（月-木の18:52-18:54は東京発の気象情報）。
後番組は「ならナビ」。

## コーナー（進行順）
- オープニング（BGM・大和路シンフォニー）
- 奈良県内のニュース
- ここぞ　まほろば　まち自慢
県内47市町村を1年かけて巡る企画。一週間に1つの市町村を取り上げる。
- 曜日ごとのテーマ
  - 月・わがまち美味しいもん!
  - 火・わがまちこの人!
  - 水・わがまち学校大好き!
  - 木・わがまち見どころ中継!
  - 金・わがまちインタビュー!
- 天気（金曜日はサテライトスタジオから）
- ニュースアップ
その日のニュースの中から1つを選び、記者が詳しく説明する。
- 日替わり企画
  - 月曜日
    - この人とならインタビュー
    - ビデオ便り・CATV便り・KBS便り（KBSは京都放送の事ではない。韓国放送公社。）

  - 火曜日
    - ニュースリポート
    - やまと歳時記

  - 水曜日
    - やまと路万葉紀行
    - ならをまなぶ

  - 木曜日
    - キャスターリポート
    - 暮らしの情報室
    - 奈良局インフォメーション

  - 金曜日
    - 週末情報
    - おしらせ・ナッキーポスト
- お知らせ（月～木）
- ニュース（月～木）
- 全国の天気（月～木）
「首都圏ネットワーク」のネット
- 奈良県の天気（月～木）
- 気象情報ひとことメモ（金）
- エンディング

## キャスター
- 栗田勇人
- 清水くみ子
- 山本陽子
- 金子哲也

## 近畿地方の他テレビ局で放送されている夕方ニュース番組

### NHK関西で放送される番組
- かんさいニュース1番（NHK大阪放送局）
- ニュースKOBE発（NHK神戸放送局）
- ニュース610 京いちにち（NHK京都放送局）
- おうみ発610（NHK大津放送局）
- わかやまNEWSウェーブ（NHK和歌山放送局）

### 関西民放で放送される番組
- VOICE（毎日放送）
- ABC NEWSゆう（朝日放送）
- FNNスーパーニュースほっとKANSAI（関西テレビ）
- ニューススクランブル（よみうりテレビ）
- ビジネス525（テレビ大阪）
- SUN-TVニュース（サンテレビ）
- Live5（京都放送）
- びびっとびわこN（びわ湖放送）
- News Up なら（奈良テレビ）
- ニュースライフラインわかやま（テレビ和歌山）